# Эсу
Эсу (яп. エス), также курасу эсу (яп. クラスS, Class S) или эсу канкэй — японский термин, появившийся в начале XX века для обозначения сильной эмоциональной связи между подругами-школьницами, аналогичные такому западному явлению как романтическая дружба, а также жанр художественной литературы для девочек и девушек (яп. 少女小説 сё:дзё сё:сэцу), рассказывающий об этих отношениях, особенно о взаимной влюблённости между девочкой из старшего класса и более младшей.
Хотя Эсу широко использует множество романтических тропов и метафор, и может быть описано как одна из форм любви между девушками, среди исследователей принято подчёркивать, что эти отношения были преимущественно платоническими и скорее идеализировали основанную на духовной связи страстную женскую дружбу, чем что-то сексуальное. Подобная двойственность во многом предопределила современное японское отношение к платоническим или романтическим отношениям между девушками, с одной стороны приведя к формированию терпимого отношения к несексуальной интимности между девушками, а с другой, став основной для предосудительного отношения к женской гомосексуальности как к «невинной подростковой фазе». Это особенно заметно по истории эсу как литературного жанра, одновременно оказавшего заметное влияние как на японскую литературную традицию изображения женской дружбы, так и давшего толчок формированию японской лесбийской литературы, в особенности жанра аниме и манги, юри.

## Терминология
Слово «Эсу» представляет собой васэй-эйго, это японское прочтение англ. S («эс»). Буква S в данном случае может означать «сестры», сёдзё («девочка»), англ. sex, нем. schön («красивый») или англ. escape («побег», имелся в виду прогул урока).
Также в XX веке появился другой термин — досэйай (яп. 同性愛 до:сэйаи, «однополая любовь»), описывающий лесбийские отношения и девушек, состоящих в таких отношениях. Термин «досэйай» использовался сексологами 1920-х годов.

## История
Появление эсу связывали с женским театром «Такарадзука Кагэкидан», созданным в 1914 году, в котором обычными были романтические сюжеты между мужскими и женскими персонажами, но актрисы играли и мужские, и женские роли. Под впечатлением от постановок театра обычные девушки начали влюбляться в одноклассниц или коллег женского пола.
Пары, в которых были «женственные» лесбиянки и «мужественные» лесбиянки, играющие доминирующую роль в отношениях (аналог буч и фэм), называли «омэ». По предположению популярных СМИ того времени, отокояку — женщины, играющие в театре «Такарадзуки» мужские роли, — способствовали появлению «омэ»-пар и сохранению лесбийских связей даже после того, как это считалось приемлемым. Дженнифер Робертсон выдвинула теорию, что «многих женщин привлекают отокояку „Такарадзуки“, потому что они представляет собой образцовую женщину, которая может преодолеть ограничения обоих полов, их соответствующие роли и сферы». Театр долгое время ассоциировался с лесбиянством, несмотря на усилия администрации дистанцироваться от этого имиджа.
Появление школ для девочек шло в то время очень быстро: к 1913 году было 213 таких школ. В 1906 и 1910 годах соответственно на японский были переведены западные книги для девочек «Маленькие женщины» и «Маленькая принцесса», которые должны были научить японских девочек становиться «хорошими женами, мудрыми матерями». Однако эти книги также познакомили их с западным пониманием сестринских отношений, сентиментализма и романтики. В частности, героиня Джо из «Маленьких женщин» представила японкам иной взгляд на девичью юность.
В 1936 жанр эсу был запрещён японским правительством как «женственный» и «слабый».
Известным писателем в данном жанре была Нобуко Ёсия. Примером современной работы в похожей стилистике является манга Maria-sama ga Miteru, которую называют современным эквивалентом «Цветочных историй» Нобуко Ёсии.